# FC Mulhouse
Der Football Club de Mulhouse ist ein Fußballverein aus Mülhausen, der größten Stadt des französischen Départements Haut-Rhin im Elsass (frz. Alsace). Die wechselvolle jüngere Geschichte der Region, die zwischen 1870/71 und 1918 sowie von 1940 bis 1944/45 in Deutschland inkorporiert war, spiegelt sich auch in der Geschichte dieses Klubs wider.
Gegründet wurde er 1893 als Fußball-Club Mülhausen 1893. Unter diesem Namen trat er bis 1918 und erneut 1940 bis 1945 an, dazwischen trug und seither trägt er seinen heutigen Namen.
Die Vereinsfarben sind Blau und Weiß; die Ligamannschaft spielte ab 1906 im Radstadion (Stade Vélodrome), nach dem Ersten Weltkrieg im Stade de Bourtzwiller und heute im Stade de l’Ill, das eine Kapazität von 7.871 Plätzen aufweist. Vereinspräsident ist Alain Dreyfus; die erste Mannschaft wird von Hakim Aibeche trainiert. (Stand: Oktober 2015)

## Die Anfänge
Zu den frühesten Aktiven des FC gehörten englische und elsässische Oberschüler, erster Präsident war Émile Reis. Fußballspiele sind ab 1895 überliefert, darunter zwei Begegnungen mit den Grasshoppers Zürich. 1901 schloss sich Young Boys Mülhausen dem FC an, der 1904 dem Deutschen Fußball-Bund beitrat. 1904/05 nahm Mülhausen zum ersten Mal an einem organisierten Spielbetrieb teil, setzte sich am Oberrhein gegen Freiburger FC und SV Straßburg durch, wurde in der anschließenden Runde des süddeutschen Südkreises aber nur Dritter von vier Teilnehmern mit lediglich einem Sieg. Dieser wurde allerdings durch das Fernbleiben bzw. die Nichtteilnahme des FC Bayern München mit 5:0 Toren gewertet. Danach allerdings scheiterte der FCM bis 1914 alljährlich schon auf unterster Ebene am Freiburger FC (beispielsweise ist ein 0:12 aus dem Jahr 1907 überliefert), der dann seinerseits in der Südstaffel Süddeutschlands Jahr für Jahr meist chancenlos blieb.
Im Frühjahr 1914 trug der FC einige Freundschaftsspiele gegen französische Mannschaften aus und erreichte dabei überraschend gute Ergebnisse gegen die Meister von 1913 (CA Paris) und 1914 (Lille Olympique). Kein halbes Jahr später beendete der Krieg nicht nur internationale Fußballspiele.
1919 trat der FC Mulhouse dem französischen Fußballverband bei, wurde zwischen 1921 und 1932 sechsmal Meister des Elsass und erreichte 1932 seinen bis heute wohl größten Erfolg als Gewinner der Coupe Sochaux – allerdings zählt dieser Pokal nicht als offizielle Meisterschaft, weil es noch keine einheitliche höchste Spielklasse in Frankreich gab. Immerhin qualifizierten sich die Blau-Weißen dadurch für die erstmals 1932/33 ausgetragene, professionelle Division 1, aus der sie als Tabellenletzter der Gruppe A aber sofort ab- und in die sie ein Jahr später wieder aufstiegen. Der österreichische Nationalspieler Ferdinand Swatosch, der bis etwa November als Spielertrainer fungierte, meinte seinerzeit: „Eine ganz schreckliche Gesellschaft, natürlich rein fußballerisch gesehen. Die Spieler sind Belehrungen unzugänglich und es ist auch unmöglich sie zu regelmäßigen Training anzuhalten.“ Der folgende sechste Platz in der Saison 1934/35 war gleichzeitig ihr bestes Klassement aller Zeiten jenseits des Rheins; der von Rapid Wien gekommene Österreicher Franz Weselik wurde mit 24 Treffern für den FCM drittbester Liga-Torschütze.
Nach dem Zweiten Weltkrieg spielte Mulhouse (trotz zeitweiliger finanzieller Unterstützung durch Peugeot, das nahe Mulhouse ein großes Werk unterhält) nur noch zweimal für jeweils ein Jahr im Oberhaus mit. Eher hat der Verein im französischen Pokal auf sich aufmerksam gemacht: 1928 stieß er bis ins Halbfinale vor, das Viertelfinale erreichte er 1969, 1984, 1989, 1990, 1995 und 1998 – aber Titel holten in all diesen Jahrzehnten nur die (entfernten) Nachbarn aus Strasbourg und Sochaux.

## Ligazugehörigkeit

### In Frankreich

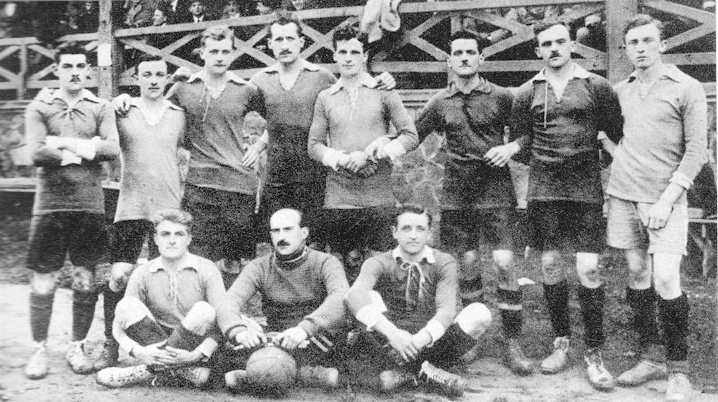
Spieler des FC Mulhouse 1919

Profistatus hat Mulhouse 1932–1939, 1945/46 und 1980–1999 besessen. Erstklassig (Division 1, seit 2002 in Ligue 1 umbenannt) spielte der Klub 1932/33, 1934–1937, 1982/83 und 1989/90. Aktuell (2013/14) tritt er in der viertklassigen CFA, der höchsten Amateurliga des Landes, an.

### Während der deutschen Zeit

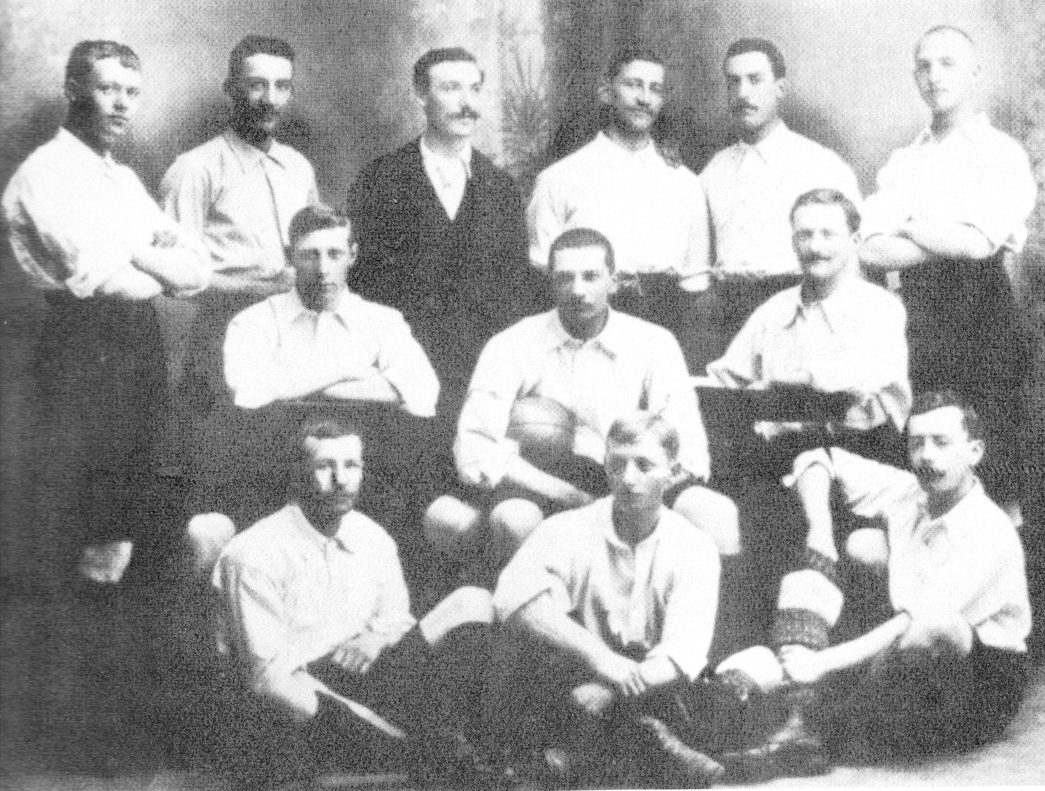
Spieler des FC Mülhausen 1894

- 1904 bis 1918 gab es nur einen regional sehr zersplitterten Spielbetrieb, in dem Mülhausen lediglich in einer Saison (1904/05) über das Dreyeckland hinaus auf sich aufmerksam machte (siehe oben, „Die Anfänge“).
- Von Juni 1940 bis November 1944 spielte der FCM in der Gauliga Elsaß (auch Sportbereichsklasse 14a/Elsaß), eine von damals 26 erstklassigen regionalen Ligen in Deutschland.
  - 1940/41: Platz 1; nach 3:1 und 1:2 gegen Rasensportclub Straßburg – Endrunde um die deutsche Meisterschaft (DM): in der Vorrundengruppe (gegen VfL Köln 99, Kickers Offenbach, TuS Helene Altenessen) Letzter mit 1:11 Punkten
  - 1941/42: Platz 4
  - 1942/43: Platz 1 – Endrunde um DM: Vorrunde (K.-o.-System) 1:5 bei FV Saarbrücken
  - 1943/44: Platz 1 – Endrunde um DM: 4:2 gegen Kickers Offenbach (Vorrunde), 3:5 bei Kriegsspielgemeinschaft FV/Altenkessel Saarbrücken (Achtelfinale)
  - 1944/45: nicht mehr abgeschlossen

## Erfolge
- Französische Liga-Meisterschaft: Bisher beste Platzierung war Tabellenrang 6 (1934/35); zudem 1932 Gewinner der Coupe Sochaux, eines allerdings inoffiziellen Vorläufers des Championnat de France
- Französischer Fußballpokal: Halbfinalist 1928
- In Deutschland:
  - Meister der Gauliga Elsaß: 1940/41, 1942/43, 1943/44
  - Sieger des Gaupokals Elsaß 1943, 1944

## Trainer
- Ferenc Plattkó (Spielertrainer, 1932–1933)

## Spieler

### Französische Nationalspieler
Die Zahl der Länderspiele für FC Mulhouse und der Zeitraum dieser internationalen Einsätze in der Französischen Fußballnationalmannschaft sind in Klammern angegeben
- Maurice Banide (3; 1930) vorher und danach je drei weitere Länderspiele für drei andere Vereine
- Paul „Poly“ Bloch (1; 1921)
- Marcel Kauffmann (5; 1930–1933)
- Pierre Korb (12; 1930–1934; erzielte dabei zwei Tore)
- Lucien Laurent (1; 1935) vorher neun weitere Länderspiele für zwei andere Vereine
- Guillaume „Willy“ Lieb (5; 1928–1929; erzielte dabei zwei Tore) vorher zehn weitere Länderspiele für zwei andere Vereine
- Didier Six (6; 1984; wurde dabei Europameister)

### Andere bekannte Franzosen
- Georges Boulogne (Trainer in den 1950ern)
- Raymond Domenech (1984/85 Spielertrainer)
- Bernard Genghini (1992–1995 Trainer)
- Yannick Stopyra (1992/93)

### Deutsche und österreichische Spieler
- Ferdinand Swatosch, (Spielertrainer, 1932)
- Edmund Conen („Gastspieler“ 1943/44, 13 Tore)
- Karl Gall (1936–39)
- Manfred Kaltz (1989/90)
- August Klingler („Gastspieler“ 1943/44, 32 Tore)
- Willibald Kreß (während seiner „Berufsspielersperre“ durch den DFB, 1932/33)
- Arno Motschmann (1932–1934) und (1938–1940)
- Ernst Otterbach („Gastspieler“ 1942/43)
- Karl Schott (1933–1935)
- Franz Weselik (ab 1934)

## Präsidenten des Vereins
| Name              | Amtszeit            |
| ----------------- | ------------------- |
| Emile Rais        | 1893–1898           |
| M. Platen         | 1898–1901           |
| Fritz Mennecke    | 1902–1906           |
| Louis Glassmann   | unbekannt           |
| Alfred Lutz       | unbekannt           |
| Paul Hembold      | unbekannt           |
| Joachim Bloch     | 1910–1935 oder 1938 |
| Jean Latscha      | 1935–1940           |
| Henri Schumacher  | 1945–1947           |
| Sylvain Geissmann | 1947–1955           |
| Pierre Hornus     | 1945–1967           |
| Joseph Goetschi   | 1967–1973           |

| Name                  | Amtszeit  |
| --------------------- | --------- |
| Ernest Henna          | 1973–1980 |
| André Goerig          | 1980–1989 |
| Christian Debève      | 1989      |
| Jean-Marc Guillou     | 1989–1990 |
| Christian Debève      | 1990–1992 |
| Jean-François Boetsch | 1992–1997 |
| Marc Léon             | 1997–1999 |
| Francis Daverio       | 1999–2000 |
| Philippe Rauch        | 2000–2004 |
| Joseph Klifa          | 2004–2008 |
| Alain Dreyfus         | seit 2008 |

Quellen: